# U-Bahn Xiamen

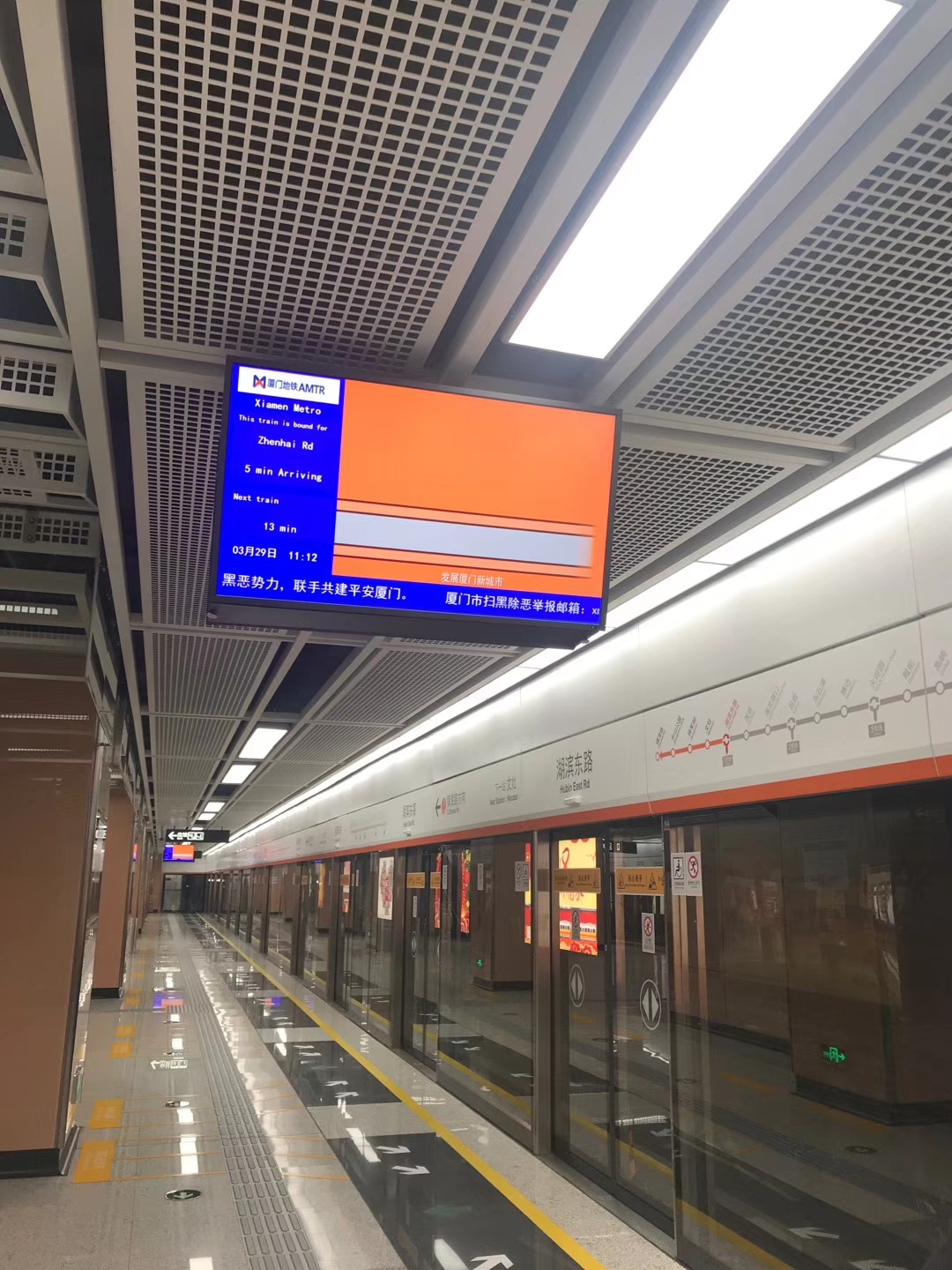
Station Hubin Donglu an der Linie 1

Die U-Bahn Xiamen (chin. 厦门地铁 Pinyin Xiàmén Dìtiě) ist die U-Bahn der Stadt Xiamen in der chinesischen Provinz Fujian. Die erste Linie wurde im Jahre 2017 eröffnet. Langfristig werden elf Linien mit 404 Kilometern Gesamtlänge und 188 Stationen angestrebt. Das Ziel ist, dass im Jahre 2020 45 % aller Personentransporte mit dem öffentlichen Verkehr geschehen, und dass der schienengebundene Verkehr 30 % davon abdeckt.

## Linien im Betrieb

### Linie 1
Die Linie 1 führt vom Norden Xiamens über den Bahnhof Xiamen Nord auf die Südseite der Insel Xiamen, wobei sie das Meer auf einem Damm überquert. Ihr Bau wurde am 31. Mai 2012 von der Staatlichen Kommission für Entwicklung und Reform genehmigt. Betriebsaufnahme der 30,3 Kilometer langen Strecke mit 24 Stationen zwischen Yannei und Zhenhai-Straße war am 31. Dezember 2017.

### Linie 2
Am 31. Mai 2012 wurde auch der Bau von Linie 2 von der Staatlichen Kommission für Entwicklung und Reform genehmigt. Die Strecke soll über 25,2 Kilometer mit 19 Stationen führen, die sich vor allem auf der Insel Xiamen befinden, mit einer Anbindung an das Festland. Für diese Strecke wurden 17,6 Milliarden Yuan budgetiert, für die Bauphase wurden die Jahre 2013 bis 2018 veranschlagt. Am 12. Juli 2019 begann ein dreimonatiger Testbetrieb.
Am 10. August 2016 genehmigte die Staatliche Kommission für Entwicklung und Reform eine Verlängerung der Linie 2 von Tianzhushan bis Lukang. Die Verlängerung sollte 15,5 Kilometer lang sein und neun Stationen umfassen. Dafür wurden Investitionen von 12,2 Milliarden Yuan und eine Bauzeit von 2016 bis 2020 veranschlagt. Die Linie wird mit sechsteiligen Fahrzeugen des Typs B betrieben und ist für eine Geschwindigkeit bis 80 km/h ausgebaut.
Die Linie 2 ist seit 25. Dezember 2019 im Betrieb.

### Linie 3

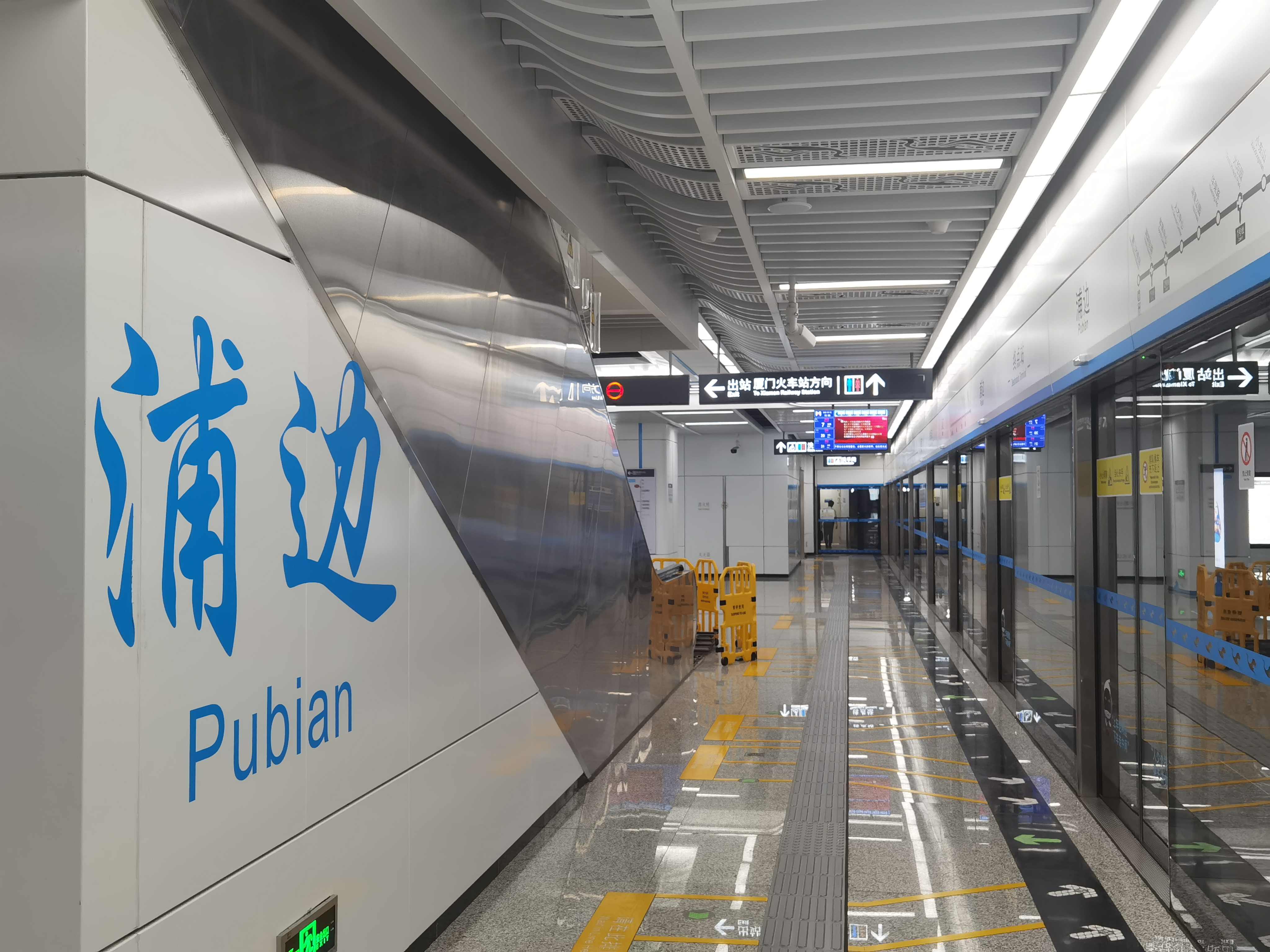
Station Pubian der Linie 3

Am 31. Mai 2012 wurde auch der Bau von Linie 3 von der Staatlichen Kommission für Entwicklung und Reform genehmigt. Die Strecke soll über eine 18,6 Kilometer lange Schleife mit 16 Stationen führen, die sich alle auf der Insel Xiamen befindend. Für diese Strecke wurden 12,4 Milliarden Yuan budgetiert, für die Bauphase wurden die Jahre 2015 bis 2020 veranschlagt.
Am 10. August 2016 genehmigte die Staatliche Kommission für Entwicklung und Reform eine Verlängerung der Linie 3 von Wuyuanzhou zum Flughafen Xiamen. Die Verlängerung sollte 22,6 Kilometer lang sein und 13 Stationen umfassen. Dafür wurden Investitionen von 15,2 Milliarden Yuan und eine Bauzeit von 2016 bis 2020 veranschlagt. Mit der gleichen Entscheidung wurde auch genehmigt, die Bauphase 1 dieser Linie um 15,3 Kilometer und 13 Stationen über den Bahnhof Xiamen hinaus bis Yuanzhouwan zu verlängern. Die Linie wird mit sechsteiligen Fahrzeugen des Typs B betrieben und ist für eine Geschwindigkeit bis 80 km/h ausgebaut.
Die Linie 3 ist seit 25. Juni 2021 im Betrieb. Die Verlängerung zum Flughafen soll im 2026 in Betrieb gehen.

## Im Bau oder Planung befindliche Linien

### Linie 4
Die Linie 4 soll in einer großen Schleife am Festland um die Xiamen-Bucht herum verlaufen und 69,6 Kilometer lang sein. Sie soll 18 Stationen haben. Für die Errichtung von Linie 4 wurden 36,3 Milliarden Yuan budgetiert und eine Bauzeit von 2017 bis 2022 veranschlagt. Die Linie soll mit sechsteiligen Fahrzeugen des Typs B betrieben und für eine Geschwindigkeit bis 120 km/h ausgebaut werden.

### Linie 6
Die Linie 6 soll vom Norden des Stadtgebietes entlang der Küste in den Südwesten führen. Auf 44,5 Kilometern Strecke sollen 27 Stationen gebaut werden. Für den Bau wurden 36,5 Milliarden Yuan budgetiert und eine Bauzeit von 2017 bis 2022 veranschlagt. Die Linie soll mit sechsteiligen Fahrzeugen des Typs B betrieben und für eine Geschwindigkeit bis 80 km/h ausgebaut werden.

### Linie 9

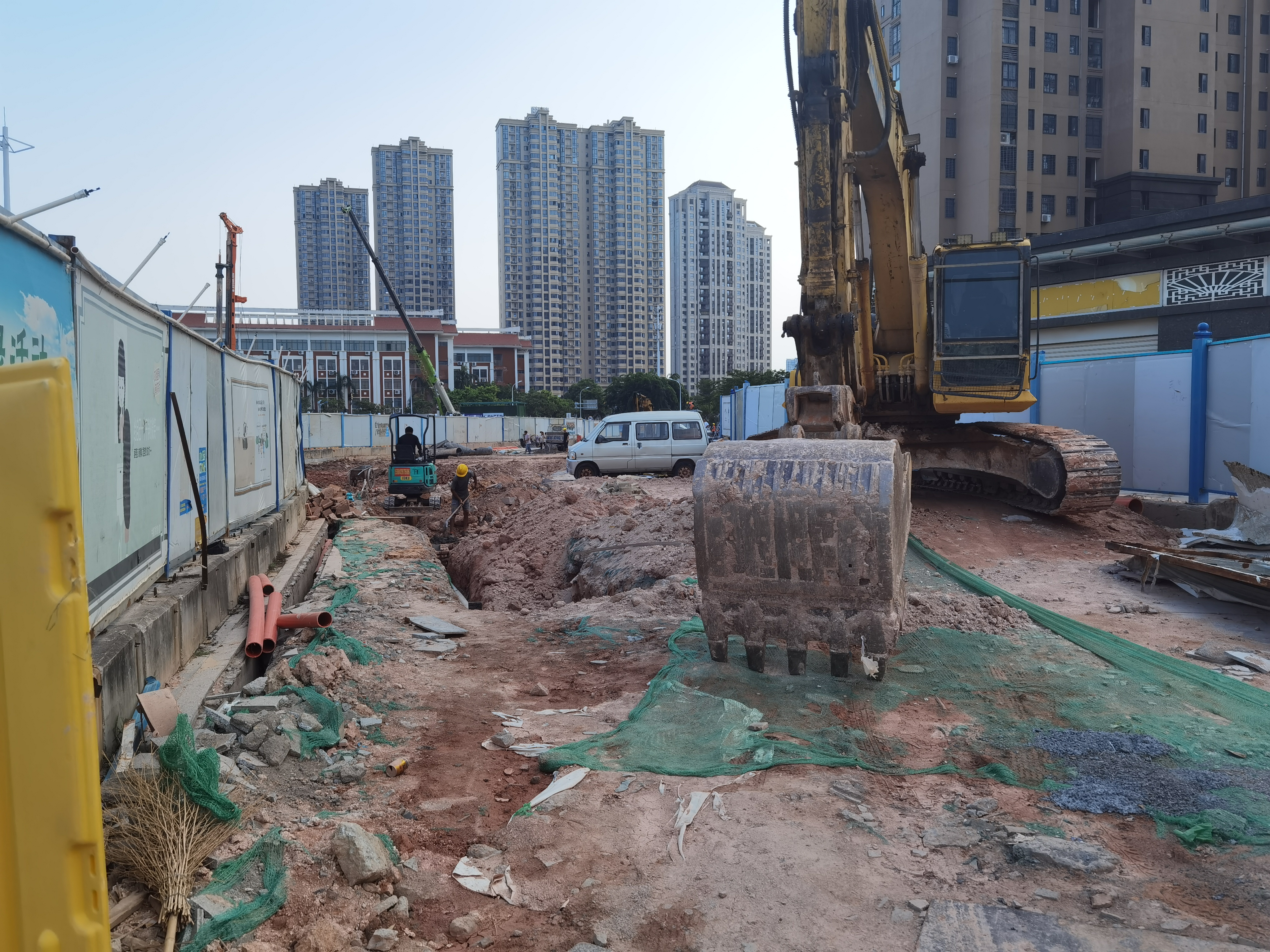
Qiaoying Rd der Linie 9 im Bau

Die Linie 9 ersetzt die früher geplante Strecke von Jiageng Gymnasium im Jimei Bezirk bis zum Xindianzai im Tong’an Bezirk der Linie 6, die nicht mehr als Endhaltestelle der Linie 9 geplant wird. Im Vergleich zu Linie 6 soll Linie 9 für eine Geschwindigkeit bis 100 km/h ausgebaut werden, auch mit sechsteiligen fahrerlosen Fahrzeugen des Typs B betrieben.
Während die früher geplante Strecke von Linie 6 ersetzt wurde, wurden die Haltestellen auch neu eingestellt. Von Jiageng Gymnasium bis zur neue Endhaltestelle Tong'an-Xiang'an Wissenschaft und Technik Park gibt es neuer Plannung zufolge nur 15 Haltestellen.
In der dritten Phase der U-Bahn-Planung wird sich die Linie 9 weiter nach Süden ausdehnen und die Insel mit dem Festland verknüpfen.